# Samuel Beltz
Samuel Beltz (* 31. August 1980 in Hobart) ist ein australischer Leichtgewichts-Ruderer. 

## Karriere
Beltz begann 1998 mit dem Rudersport und nahm bereits 1999 erstmals an einer Weltcupregatta teil, als er in Luzern mit dem australischen Leichtgewichts-Doppelvierer Sechster wurde. 2001 nahm er erstmals an Weltmeisterschaften teil und belegte mit dem australischen Leichtgewichts-Achter den sechsten Platz, mit dem Leichtgewichts-Zweier ohne Steuermann kam er auf den neunten Rang. Seine erste Weltmeisterschaftsmedaille gewann Beltz bei den Ruder-Weltmeisterschaften 2003 in Mailand, als er mit dem Leichtgewichts-Doppelvierer den zweiten Platz erreichte, 2004 folgte Bronze mit dem Leichtgewichts-Achter. 
Auf einen zwölften Platz im Doppelzweier bei den Weltmeisterschaften 2005 mit Cameron Wurf folgten vierte Plätze 2006 und 2007 mit Thomas Gibson. Bei den Olympischen Spielen 2008 belegten Beltz und Gibson den zehnten Platz. 2010 kehrte Beltz nach einjähriger Pause in den Weltcup zurück, das beste Saisonergebnis gelang dem australischen Leichtgewichts-Vierer ohne Steuermann mit Anthony Edwards, Samuel Beltz, Blair Tunevitsch und Todd Skipworth bei den Weltmeisterschaften in Neuseeland: In einem Zielfotoentscheid hatte der britische Vierer sieben Hundertstelsekunden Vorsprung vor den Australiern, eine weitere Hundertstelsekunde zurück erhielt der chinesische Vierer die Bronzemedaille. Mit Benjamin Cureton für Tunevitsch gelang ein Jahr später bei den Weltmeisterschaften in Bled die Revanche, die Australier gewannen den Weltmeistertitel vor den Italienern und den Briten. Im Finale der Olympischen Regatta 2012 belegte der australische Leichtgewichts-Vierer den vierten Platz.
Der 1,79 m große Beltz ist ausgebildeter Physiotherapeut, er rudert für den Lindisfarne RC.